# Титов, Евгений Альбертович
Евге́ний Альбе́ртович Тито́в (13 февраля 1964 — 27 февраля 2015) — советский и российский футболист, полузащитник и нападающий.

## Карьера
Выступления начал во Второй лиге СССР в череповецком «Строителе» в 1981 году. В 1987—1988 годах защищал цвета вологодского «Динамо», затем перешёл в новороссийский «Цемент». В 1993 году подписал контракт с сочинской «Жемчужиной», которая выступала в Высшей лиге. 9 июня в матче против ставропольского «Динамо» (4:2) установил рекорд чемпионатов СССР и России: в своём дебютном матче сделал хет-трик, выйдя на замену на 15-й минуте вместо Евгения Жирова. 15 мая 1994 года сыграл за «Ильвес» один матч в чемпионате Финляндии против «КуПСа» (0:1). В июле того же года вернулся в Новороссийск, где завершил профессиональную карьеру.

## Достижения
- Победитель Первой лиги: 1994
- Бронзовый призёр Первой лиги: 1992
- Победитель 3 зоны Второй лиги: 1989
- Серебряный призёр 1 зоны Второй Лиги: 1988